# Lars Ivar Andersson
Lars Ivar Andersson (Stjärnsund, 22 de noviembre de 1948) es un deportista sueco que compitió en piragüismo en la modalidad de aguas tranquilas. Ganó cinco medallas en el Campeonato Mundial de Piragüismo en los años 1970 y 1971, y tres medallas en el Campeonato Europeo de Piragüismo en los años 1967 y 1969.
Participó en tres Juegos Olímpicos de Verano entre los años 1968 y 1976, su mejor actuación fue un quinto puesto logrado en México 1968 en la prueba de K2 1000 m.

## Palmarés internacional
| Campeonato Mundial | Campeonato Mundial     | Campeonato Mundial | Campeonato Mundial |
| Año                | Lugar                  | Medalla            | Evento             |
| ------------------ | ---------------------- | ------------------ | ------------------ |
| 1970               | Copenhague (Dinamarca) | Medalla de plata   | K1 1000 m          |
| 1970               | Copenhague (Dinamarca) | Medalla de oro     | K2 500 m           |
| 1970               | Copenhague (Dinamarca) | Medalla de plata   | K2 1000 m          |
| 1971               | Belgrado (Yugoslavia)  | Medalla de plata   | K1 1000 m          |
| 1971               | Belgrado (Yugoslavia)  | Medalla de oro     | K2 500 m           |
| Campeonato Europeo |                        |                    |                    |
| Año                | Lugar                  | Medalla            | Evento             |
| 1967               | Duisburgo (RFA)        | Medalla de plata   | K2 1000 m          |
| 1967               | Duisburgo (RFA)        | Medalla de plata   | K2 10 000 m        |
| 1969               | Moscú (URSS)           | Medalla de bronce  | K1 1000 m          |